# Sally4Ever
Sally4Ever è una serie televisiva britannica ideata, scritta e diretta da Julia Davis ed interpretata da Catherine Shepherd, la stessa Davis e Alex Macqueen.
La prima stagione, composta da 7 episodi, ordinati da Sky Atlantic e da HBO vengono trasmessi sulla rete britannica dal 25 ottobre 2018 e su quella statunitense dall'11 novembre dello stesso anno.

## Trama
Per 10 anni Sally ha vissuto una noiosa vita suburbana con David. Ma la notte in cui le chiede di sposarlo, Sally ha una crisi e si imbarca in una relazione selvaggia con Emma, una seducente e carismatica attrice, cantante, musicista, poetessa e autrice.

## Episodi
| n° | Titolo originale | Diretto da  | Scritto da  | Prima TV UK      | Prima TV USA     |
| -- | ---------------- | ----------- | ----------- | ---------------- | ---------------- |
| 1  | Episode One      | Julia Davis | Julia Davis | 25 ottobre 2018  | 11 novembre 2018 |
| 2  | Episode Two      | Julia Davis | Julia Davis | 1º novembre 2018 | 18 novembre 2018 |
| 3  | Episode Three    | Julia Davis | Julia Davis | 8 novembre 2018  | 25 novembre 2018 |
| 4  | Episode Four     | Julia Davis | Julia Davis | 15 novembre 2018 | 2 dicembre 2018  |
| 5  | Episode Five     | Julia Davis | Julia Davis | 22 novembre 2018 | 9 dicembre 2018  |
| 6  | Episode Six      | Julia Davis | Julia Davis | 29 novembre 2018 | 16 dicembre 2018 |
| 7  | Episode Seven    | Julia Davis | Julia Davis | 6 dicembre 2018  | 23 dicembre 2018 |

## Personaggi e interpreti
- Sally, interpretata da Catherine Shepherd
- David, interpretato da Alex Macqueen
- Emma, interpretata da Julia Davis
- Nigel, interpretato da Julian Barratt
- Elanor, interpretata da Felicity Montagu
- Mick, interpretato da Steve Oram
- Joanna Scanlan
- Doctor, interpretato da Mark Gatiss

## Accoglienza
La serie ha ricevuto ottime recensioni da parte della critica. Sull'aggregatore di recensioni Rotten Tomatoes ha un indice di gradimento del 94% con un voto medio di 7,5 su 10, basato su 16 recensioni. Il commento consensuale del sito recita: "La scandalosamente singolare Julia Davis offre un'ennesima performance impeccabile in Sally4Ever, superando magistralmente la linea tra commedie spaccanti e commoventi". Su Metacritic, invece ha un punteggio di 76 su 100, basato su 8 recensioni.